# Panaxia saturnina
Panaxia saturnina là một loài bướm đêm thuộc phân họ Arctiinae, họ Erebidae.